# روبرت لونغ (كاتب)
روبرت لونغ (بالهولندية: Robert Long)‏ هو كاتب العمود ومؤلف ومغني وملحن ومذيع ومقدم تلفزيوني وكاتب هولندي، ولد في 22 أكتوبر 1943 في أوترخت في هولندا، وتوفي في 13 ديسمبر 2006 في أمستردام في هولندا بسبب سرطان.

## وصلات خارجية
- روبرت لونغ على موقع IMDb (الإنجليزية)
- روبرت لونغ على موقع ميوزك برينز (الإنجليزية)
- روبرت لونغ على موقع ديسكوغز (الإنجليزية)